# 町屋站
町屋站（日语：／ Machiya eki */?）是位於日本東京都荒川區荒川七丁目與町屋一丁目，屬於京成電鐵和東京地下鐵的鐵路車站。本站為轉乘站，京成電鐵的本線與東京地下鐵的千代田線皆在此站停靠。京成本線的車站編號是KS04、千代田線是C 17。
此條目同時記述接近的兩站的東京都交通局都電荒川線的町屋站前停留場（日语：／ Machiya ekimae teiryūjō */?）。

## 歷史
- 1913年（大正2年）4月1日：王子電氣軌道（日语：王子電気軌道）（現都電荒川線）車站稻荷前停留場開業。
- 1931年（昭和6年）12月19日：京成電氣軌道（現京成電鐵）町屋站開業。
- 1942年（昭和17年）2月1日：王子電氣軌道轉讓給東京市，成為東京市電的一部分。
- 1943年（昭和18年）7月1日：東京市電車（市電）因東京都成立改名為東京都電車（都電）。
- 1951年（昭和26年）：都電的稻荷前停留場改稱為町屋一丁目停留場。
- 1969年（昭和44年）12月20日：帝都高速度交通營團（營團地下鐵）千代田線町屋站開業。
- 1974年（昭和49年）10月1日：都電荒川線成立。
- 1977年（昭和52年）：荒川線町屋一丁目停留場更名為町屋站前停留場。
- 2004年（平成16年）4月1日：營團地下鐵民營化，千代田線車站由東京地下鐵繼承。

## 車站構造

### 京成電鐵
本站為島式月台1面2線的高架車站，月台中間設有候車室。剪票口層與川堂及川堂與月台千住大橋站側之間設有電扶梯，月台的電扶梯在平日早晨（5:00 - 10:00）僅開放下行。這是由於早晨有很多乘客在本站轉乘千代田線，為消化人潮所實施的措施。2002年10月12日改點後，急行班次不停靠本站。

#### 月台配置
| 月台 | 路線     | 方向 | 目的地                                       |
| ---- | -------- | ---- | -------------------------------------------- |
| 1    | 京成本線 | 上行 | 日暮里、上野方向                             |
| 2    | 京成本線 | 下行 | 船橋、千葉、成田機場、金町、印旛日本醫大方向 |

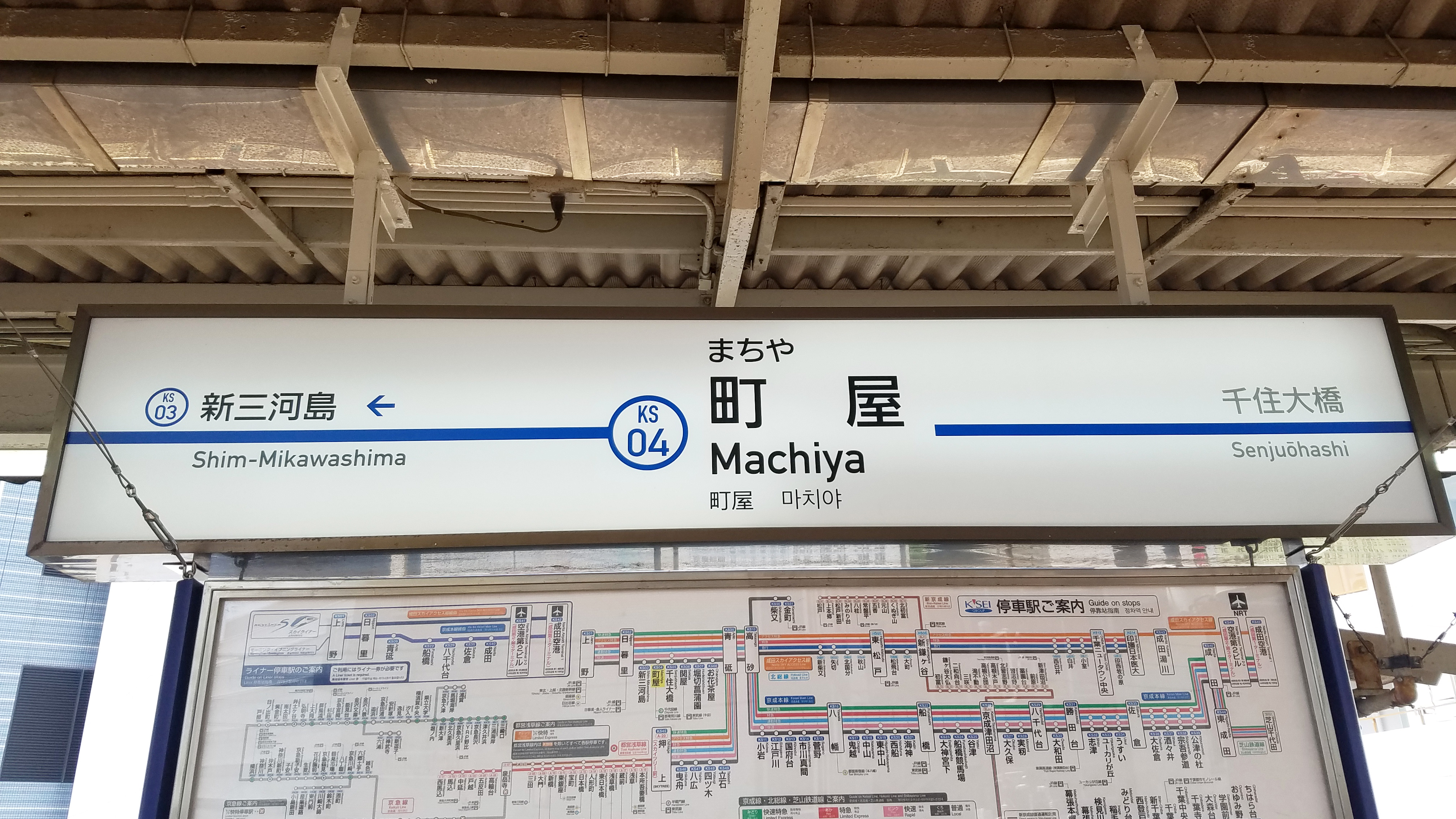
京成站名標（2018年4月）
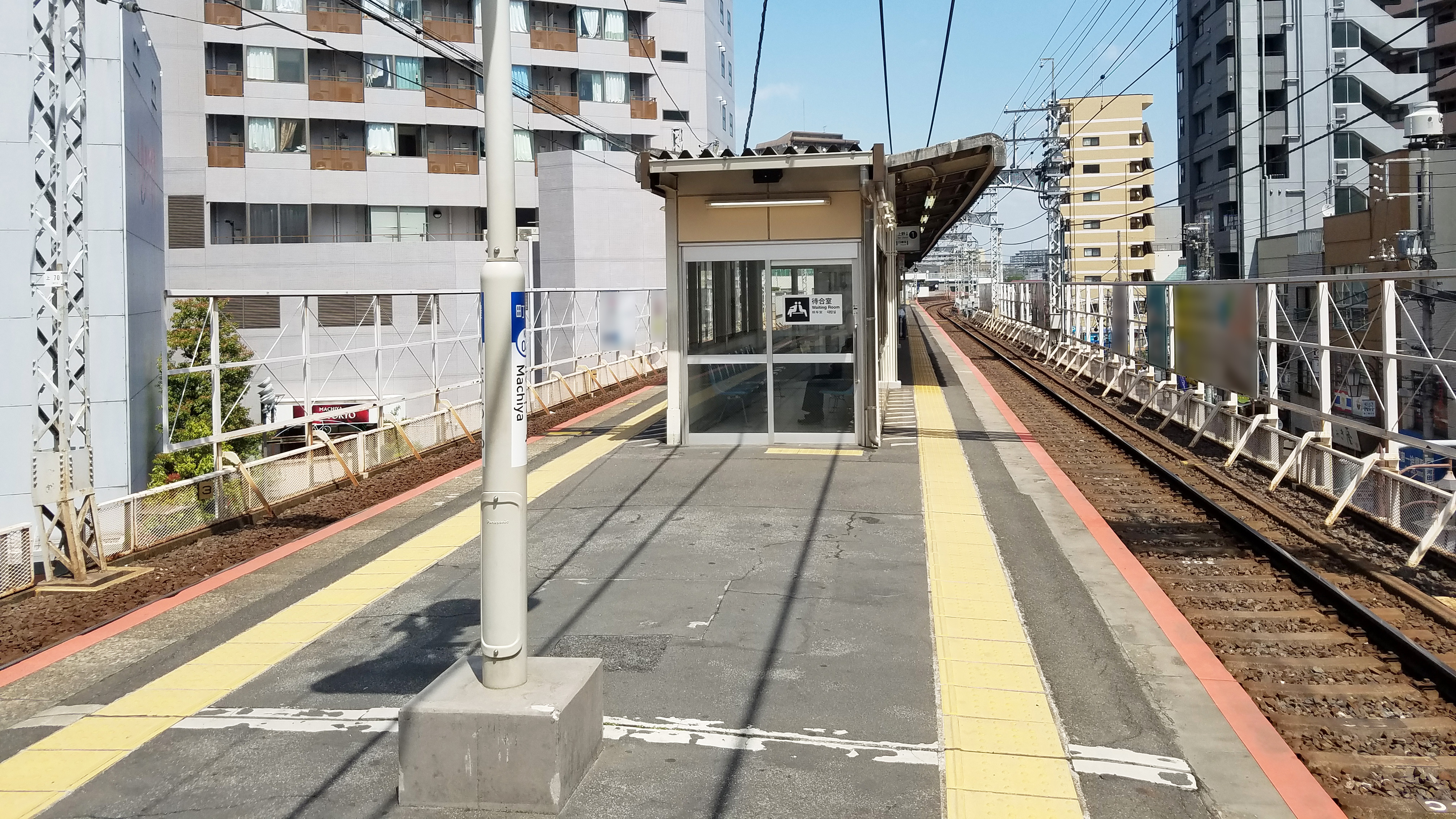
月台（2018年4月）

### 東京地下鐵
本站為上下疊式月台1面2線地下車站，2號線月台（綾瀨方向）在1號線月台（代代木上原方向）下方。月台中央有與MARKS TOWER直通的剪票口，同時設有電梯。

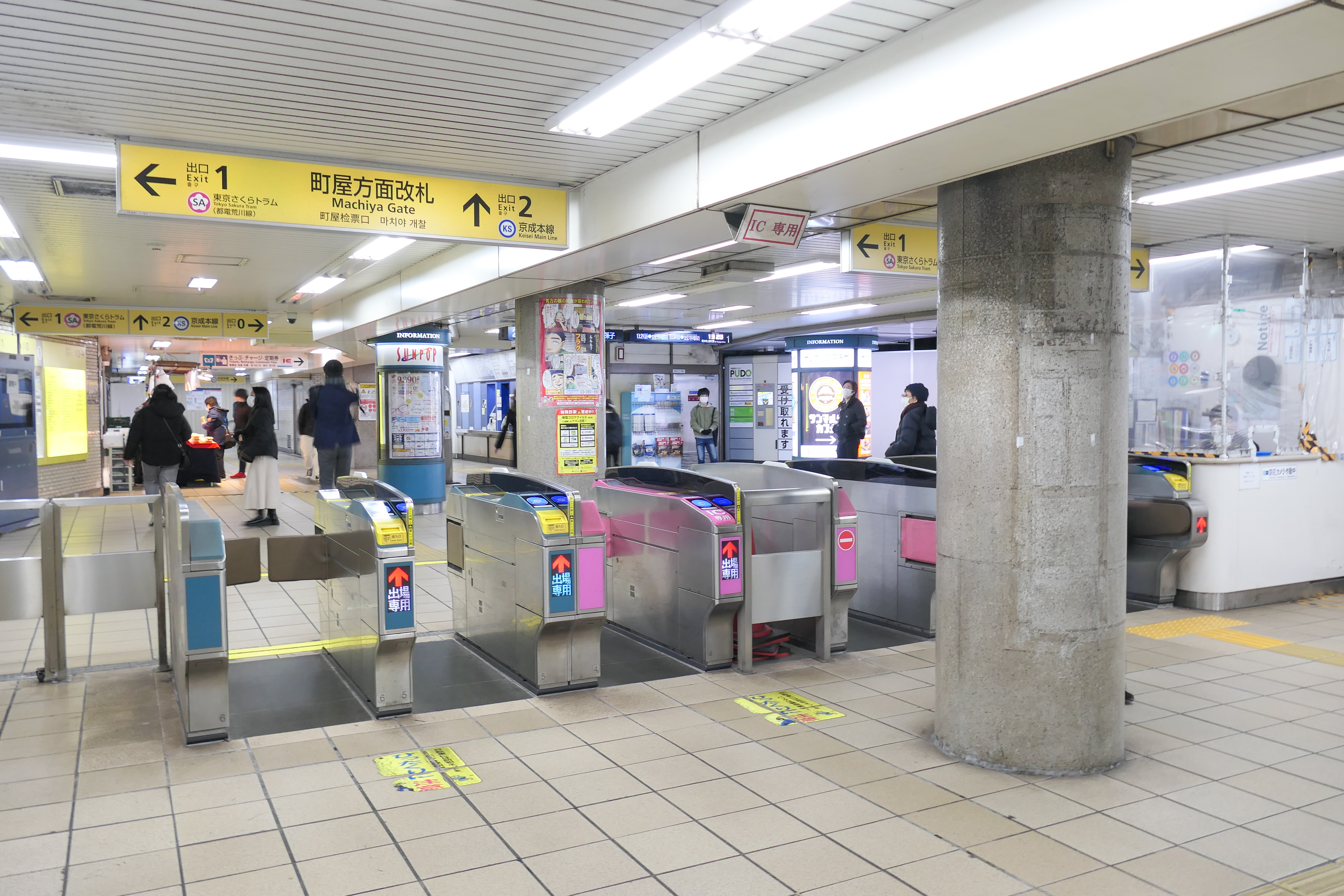
往町屋方向的驗票口(2023年1月)

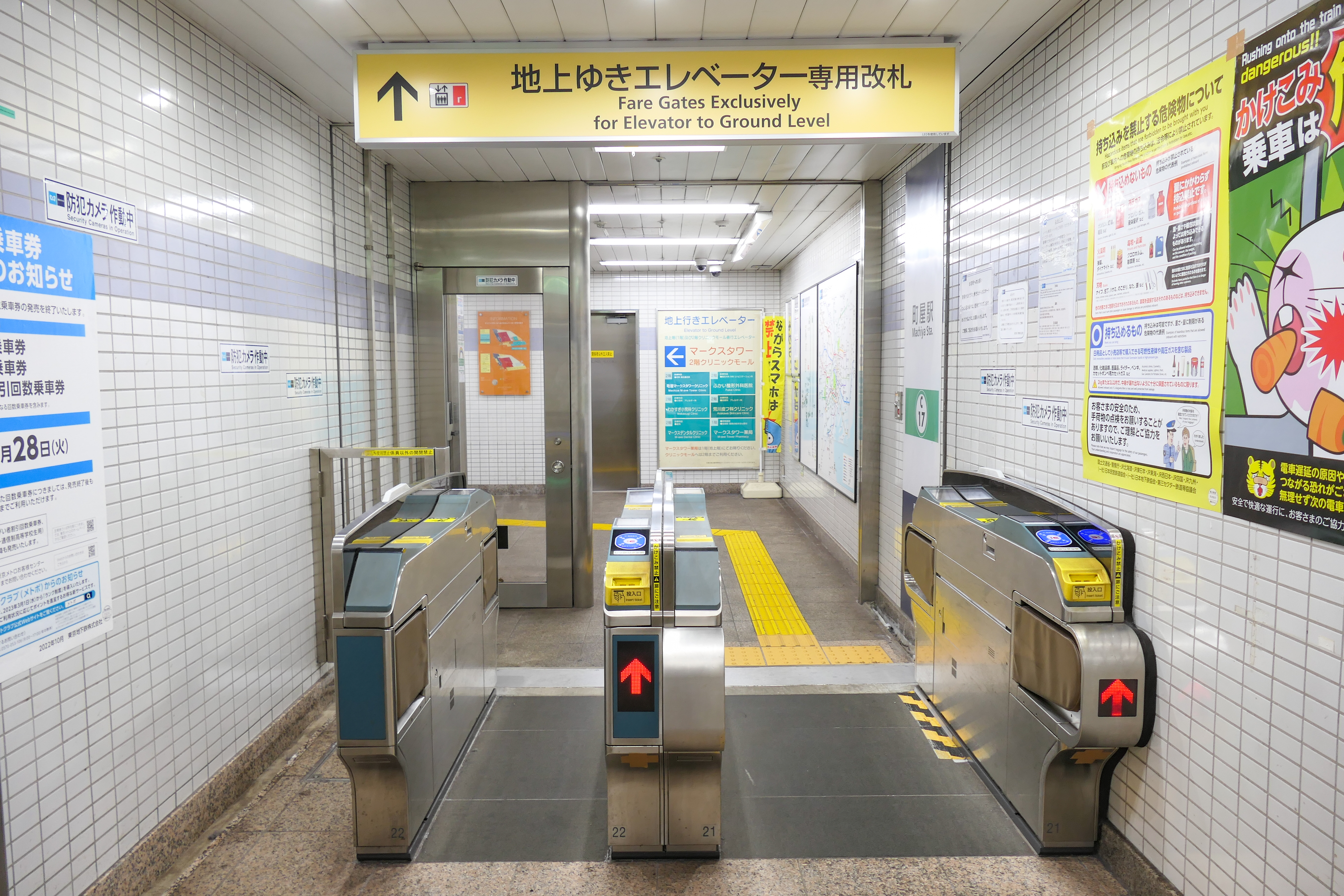
電梯專用驗票口(2023年1月)

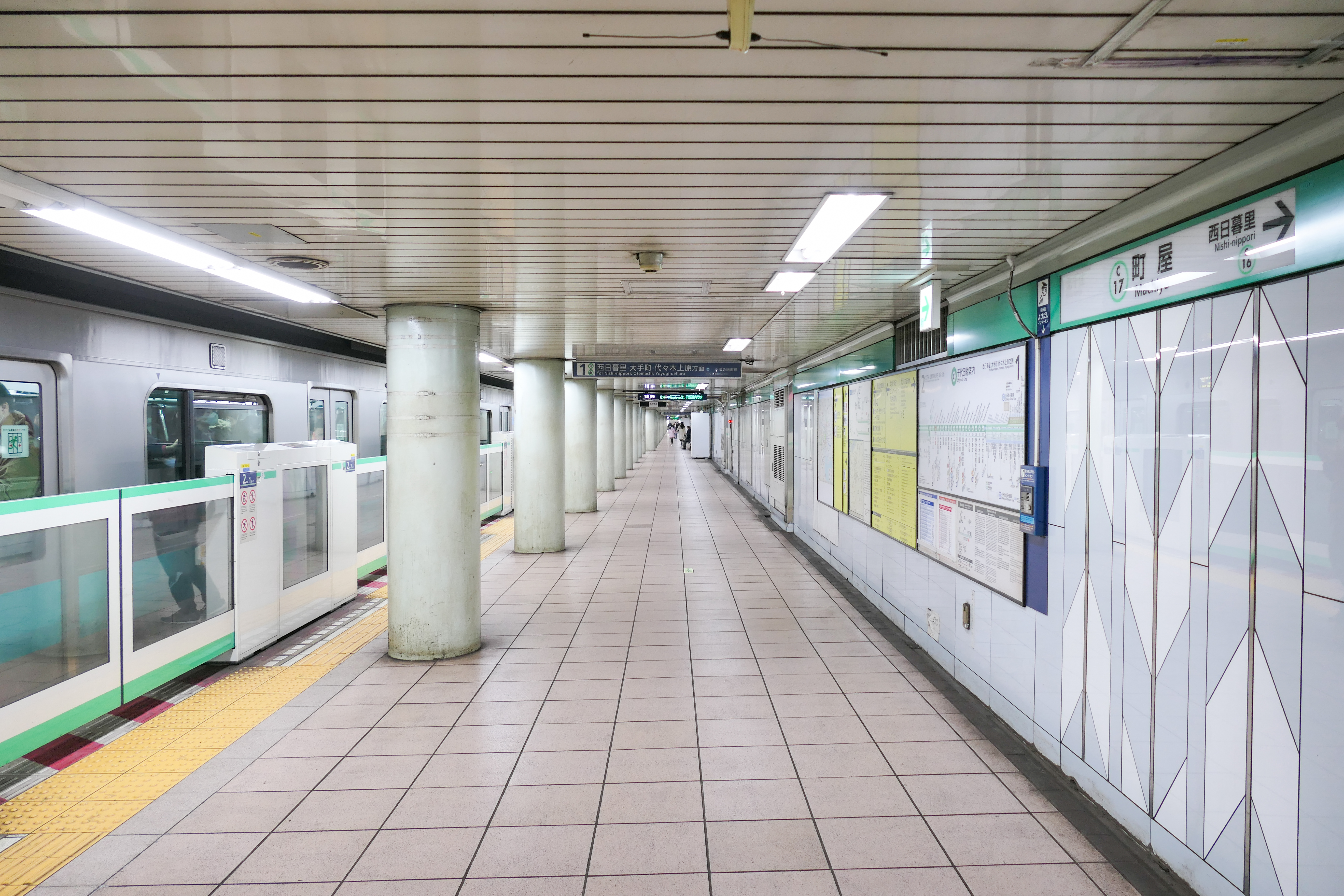
1號月台(2023年1月)

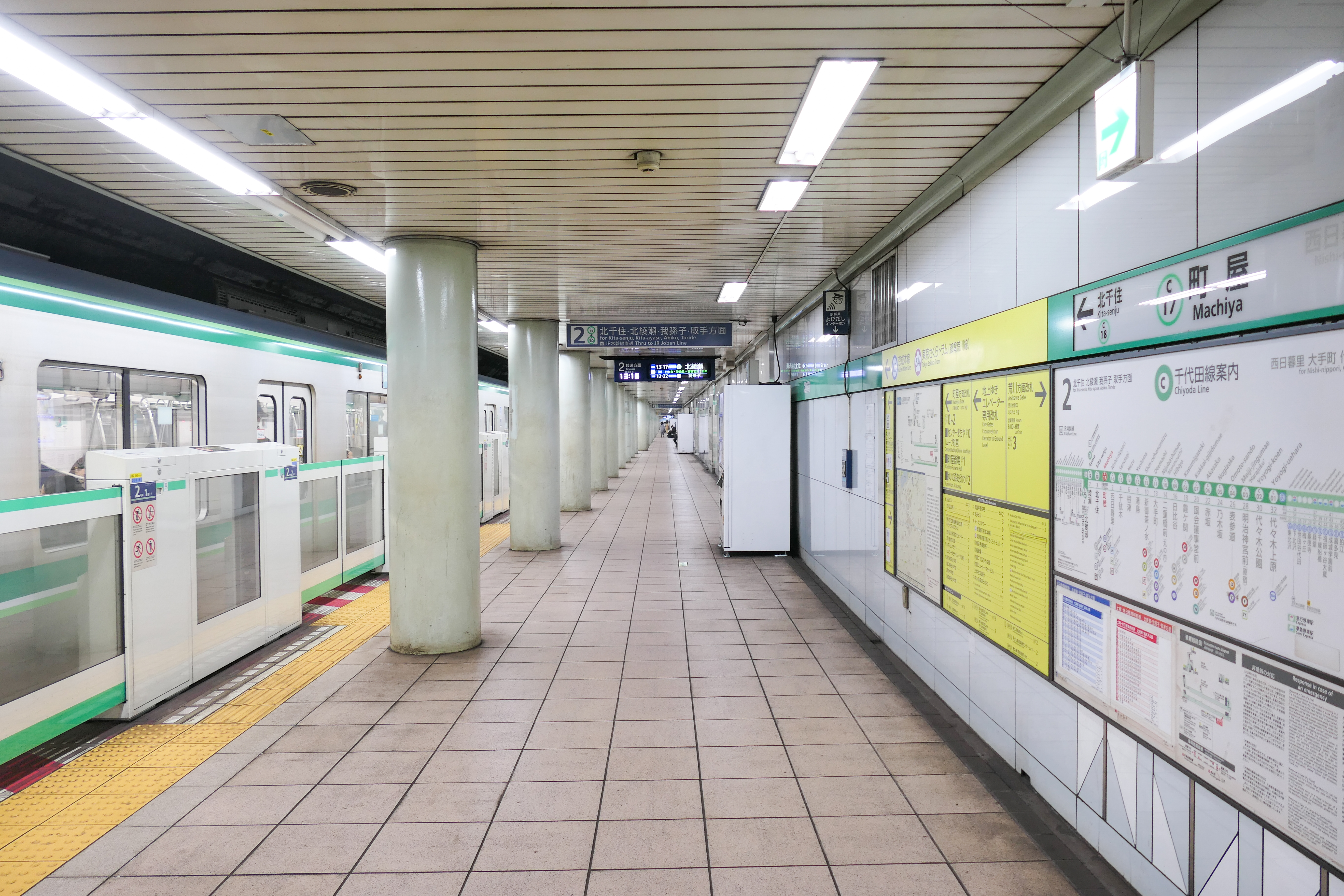
2號月台(2023年1月)

#### 月台配置
| 月台 | 路線     | 目的地                                   |
| ---- | -------- | ---------------------------------------- |
| 1    | 千代田線 | 西日暮里、大手町、代代木上原、本厚木方向 |
| 2    | 千代田線 | 北千住、綾瀨、取手方向                   |

（來源：東京地下鐵:構內圖 （页面存档备份，存于）

### 東京都交通局
站區位於地面，月台採對向式月台2面2線設計。
進行再開發以前，月台上下線位於不同位置，早稻田方向月台位於地下鐵出口這一側，三之輪橋方向月台位於尾竹橋通的另一側。站前再開發完成後，兩方向月台皆移至地下鐵出口側。列車須在本站折返回早稻田方向時，可在本站下客後往三之輪側移動，藉由橫渡線返回早稻田方向月台。
本站有很長一段時間名為「町屋一丁目」。
| 月台 | 路線                   | 方向 | 目的地                       |
| ---- | ---------------------- | ---- | ---------------------------- |
| 南側 | 都電荒川線（東京櫻電） | 上行 | 熊野前、王子站前、早稻田方向 |
| 北側 | 都電荒川線（東京櫻電） | 下行 | 三之輪橋方向                 |

## 利用狀況
- 京成電鐵 - 2017年度1日平均上下車人次為20,655人[利用客数 1]。
京成線全部69個車站當中排名第23位。
- 東京地下鐵 - 2017年度1日平均上下車人次為61,307人[利用客数 2]。
東京地下鐵全部130個車站當中名列第65位。

近年1日平均上下車人次如下表。
| 年度               | 京成電鐵           | 京成電鐵 | 東京地下鐵         | 東京地下鐵 |
| 年度               | 1日平均 上下車人次 | 增長率   | 1日平均 上下車人次 | 增長率     |
| ------------------ | ------------------ | -------- | ------------------ | ---------- |
| 2000年（平成12年） |                    |          | 50,580             |            |
| 2001年（平成13年） |                    |          | 51,213             | 1.3%       |
| 2002年（平成14年） | 21,284             |          | 52,095             | 1.7%       |
| 2003年（平成15年） | 20,597             | −3.2%    | 51,866             | −0.4%      |
| 2004年（平成16年） | 19,625             | −4.7%    | 52,030             | 0.3%       |
| 2005年（平成17年） | 19,829             | 1.0%     | 52,808             | 1.5%       |
| 2006年（平成18年） | 20,001             | 0.9%     | 54,982             | 4.1%       |
| 2007年（平成19年） | 20,019             | 0.1%     | 57,518             | 4.6%       |
| 2008年（平成20年） | 19,723             | −1.5%    | 57,049             | −0.8%      |
| 2009年（平成21年） | 19,609             | −0.6%    | 56,250             | −1.4%      |
| 2010年（平成22年） | 19,260             | −1.8%    | 55,789             | −0.8%      |
| 2011年（平成23年） | 18,515             | −3.9%    | 54,174             | −2.9%      |
| 2012年（平成24年） | 18,914             | 2.2%     | 55,306             | 2.1%       |
| 2013年（平成25年） | 19,390             | 2.5%     | 56,852             | 2.8%       |
| 2014年（平成26年） | 19,609             | 1.1%     | 57,181             | 0.6%       |
| 2015年（平成27年） | 20,197             | 3.0%     | 59,061             | 3.3%       |
| 2016年（平成28年） | 20,305             | 0.5%     | 59,925             | 1.5%       |
| 2017年（平成29年） | 20,655             | 1.7%     | 61,307             | 2.3%       |

### 各年度1日平均上車人次（1956年－2000年）
近年1日平均上車人次如下表。
| 年度               | 京成電鐵 | 營團   | 來源              |
| ------------------ | -------- | ------ | ----------------- |
| 1956年（昭和31年） | 14,527   | 未開業 | [ 東京都統計 1 ]  |
| 1957年（昭和32年） | 15,539   | 未開業 | [ 東京都統計 2 ]  |
| 1958年（昭和33年） | 16,514   | 未開業 | [ 東京都統計 3 ]  |
| 1959年（昭和34年） | 17,379   | 未開業 | [ 東京都統計 4 ]  |
| 1960年（昭和35年） | 18,465   | 未開業 | [ 東京都統計 5 ]  |
| 1961年（昭和36年） | 19,919   | 未開業 | [ 東京都統計 6 ]  |
| 1962年（昭和37年） | 21,258   | 未開業 | [ 東京都統計 7 ]  |
| 1963年（昭和38年） | 22,441   | 未開業 | [ 東京都統計 8 ]  |
| 1964年（昭和39年） | 23,845   | 未開業 | [ 東京都統計 9 ]  |
| 1965年（昭和40年） | 24,349   | 未開業 | [ 東京都統計 10 ] |
| 1966年（昭和41年） | 23,748   | 未開業 | [ 東京都統計 11 ] |
| 1967年（昭和42年） | 24,113   | 未開業 | [ 東京都統計 12 ] |
| 1968年（昭和43年） | 23,804   | 未開業 | [ 東京都統計 13 ] |
| 1969年（昭和44年） | 22,588   | 7,533  | [ 東京都統計 14 ] |
| 1970年（昭和45年） | 20,085   | 9,962  | [ 東京都統計 15 ] |
| 1971年（昭和46年） | 17,232   | 18,705 | [ 東京都統計 16 ] |
| 1972年（昭和47年） | 16,071   | 21,827 | [ 東京都統計 17 ] |
| 1973年（昭和48年） | 15,515   | 25,085 | [ 東京都統計 18 ] |
| 1974年（昭和49年） | 15,400   | 24,901 | [ 東京都統計 19 ] |
| 1975年（昭和50年） | 15,191   | 24,475 | [ 東京都統計 20 ] |
| 1976年（昭和51年） | 13,200   | 24,849 | [ 東京都統計 21 ] |
| 1977年（昭和52年） | 12,849   | 25,334 | [ 東京都統計 22 ] |
| 1978年（昭和53年） | 13,036   | 25,290 | [ 東京都統計 23 ] |
| 1979年（昭和54年） | 12,637   | 25,754 | [ 東京都統計 24 ] |
| 1980年（昭和55年） | 12,756   | 26,529 | [ 東京都統計 25 ] |
| 1981年（昭和56年） | 12,625   | 27,534 | [ 東京都統計 26 ] |
| 1982年（昭和57年） | 12,496   | 27,688 | [ 東京都統計 27 ] |
| 1983年（昭和58年） | 12,456   | 27,754 | [ 東京都統計 28 ] |
| 1984年（昭和59年） | 12,211   | 27,934 | [ 東京都統計 29 ] |
| 1985年（昭和60年） | 12,214   | 28,047 | [ 東京都統計 30 ] |
| 1986年（昭和61年） | 12,274   | 28,534 | [ 東京都統計 31 ] |
| 1987年（昭和62年） | 12,178   | 28,689 | [ 東京都統計 32 ] |
| 1988年（昭和63年） | 12,340   | 29,098 | [ 東京都統計 33 ] |
| 1989年（平成元年） | 12,337   | 29,277 | [ 東京都統計 34 ] |
| 1990年（平成02年） | 12,452   | 29,712 | [ 東京都統計 35 ] |
| 1991年（平成03年） | 12,626   | 29,448 | [ 東京都統計 36 ] |
| 1992年（平成04年） | 12,460   | 29,203 | [ 東京都統計 37 ] |
| 1993年（平成05年） | 12,230   | 28,860 | [ 東京都統計 38 ] |
| 1994年（平成06年） | 11,852   | 28,329 | [ 東京都統計 39 ] |
| 1995年（平成07年） | 11,634   | 27,883 | [ 東京都統計 40 ] |
| 1996年（平成08年） | 11,611   | 27,816 | [ 東京都統計 41 ] |
| 1997年（平成09年） | 11,290   | 27,359 | [ 東京都統計 42 ] |
| 1998年（平成10年） | 11,014   | 27,101 | [ 東京都統計 43 ] |
| 1999年（平成11年） | 10,798   | 26,604 | [ 東京都統計 44 ] |
| 2000年（平成12年） | 10,586   | 26,337 | [ 東京都統計 45 ] |

### 各年度1日平均上車人次（2001年以後）
| 年度               | 京成電鐵 | 營團 / 東京地下鐵 | 來源              |
| ------------------ | -------- | ----------------- | ----------------- |
| 2001年（平成13年） | 10,512   | 26,529            | [ 東京都統計 46 ] |
| 2002年（平成14年） | 10,373   | 26,770            | [ 東京都統計 47 ] |
| 2003年（平成15年） | 9,948    | 26,620            | [ 東京都統計 48 ] |
| 2004年（平成16年） | 9,567    | 26,597            | [ 東京都統計 49 ] |
| 2005年（平成17年） | 9,666    | 27,107            | [ 東京都統計 50 ] |
| 2006年（平成18年） | 9,745    | 28,249            | [ 東京都統計 51 ] |
| 2007年（平成19年） | 9,754    | 29,478            | [ 東京都統計 52 ] |
| 2008年（平成20年） | 9,608    | 29,219            | [ 東京都統計 53 ] |
| 2009年（平成21年） | 9,556    | 29,000            | [ 東京都統計 54 ] |
| 2010年（平成22年） | 9,384    | 28,718            | [ 東京都統計 55 ] |
| 2011年（平成23年） | 9,022    | 27,863            | [ 東京都統計 56 ] |
| 2012年（平成24年） | 9,230    | 28,405            | [ 東京都統計 57 ] |
| 2013年（平成25年） | 9,403    | 29,162            | [ 東京都統計 58 ] |
| 2014年（平成26年） | 9,528    | 29,178            | [ 東京都統計 59 ] |
| 2015年（平成27年） | 9,833    | 30,101            | [ 東京都統計 60 ] |
| 2016年（平成28年） | 9,882    | 30,521            | [ 東京都統計 61 ] |

備註
1. ↑  1969年12月20日。開業日から翌年3月31日までを集計したデータ。

## 車站周邊
- MARKS TOWER
- 荒川區役所（日语：荒川区役所）町屋區民事務所
- 荒川區町屋文化中心
- 荒川自然公園（日语：荒川自然公園） - 也可在都電荒川線「荒川二丁目」停留場下車。
- 東京博善町屋齋場（日语：町屋斎場）
- 东京都下水道局三河島水再生中心（日语：三河島水再生センター）
- 荒川町屋郵便局
- TSUTAYA町屋店
- ABAB赤札堂（日语：アブアブ赤札堂）町屋店
- gourmetcity（日语：グルメシティ関東）町屋店
- Center町屋 - 町屋站前中央地區再開發事業所建設，由高層公寓、購物中心、多功能會館「move町屋」組成。
- 荒川区立第九峽田小學校

## 巴士路線
最近的巴士站是尾竹橋通的町屋站前與都電停留場附近的町屋站。可搭乘東京都交通局、京成巴士運行的以下路線。
町屋駅前
- 草41系統：往足立梅田町（日语：梅田 (足立区)）、往淺草壽町

町屋駅
- 南千01系統：往荒川圖書館、荒川區役所、荒川綜合運動中心、南千住站西口
- 南千02系統：往ACROCITY、南千住圖書館（荒川故鄉文化館）、南千住站西口
- 町屋04系統：往新三河島站、東尾久六丁目、尾久橋（熊野前站）、町屋站、新三河島站
- 町屋05系統：往尾竹橋、町屋六丁目都營住宅、東尾久八丁目Green spot、尾久橋（熊野前站）循環
- 町屋05系統：往兒童家庭支援中心

## 相鄰車站
京成電鐵
 本線
■快速特急、■ACTY特急、■特急、■通勤特急、■快速
通過
■普通
新三河島（KS03）－町屋（KS04）－千住大橋（KS05）
 東京地下鐵
 千代田線

西日暮里（C 16）－町屋（C 17）－北千住（C 18）
 東京都交通局
 都電荒川線（東京櫻電）
町屋二丁目（SA 07）－町屋站前（SA 06）－荒川七丁目（SA 05）

### 來源
私鐵、地下鐵1日平均使用人數
1. ↑  駅別乗降人員（平成28年度1日平均） （页面存档备份，存于） - 京成電鉄
2. ↑  東京メトロ 各駅の乗降人員ランキング （页面存档备份，存于）、2016年8月1日閲覧

私鐵、地下鐵的統計資料
1. ↑  各種報告書 （页面存档备份，存于） - 関東交通広告協議会
2. ↑  数字で表す荒川区（区勢概要） （页面存档备份，存于） - 荒川区

東京都統計年鑑
1. ↑  昭和31年PDF - 18ページ
2. ↑  昭和32年PDF - 18ページ
3. ↑  昭和33年PDF - 18ページ
4. ↑  .   [2017-07-13]. （原始内容存档于2016-03-05）.
5. ↑  .   [2017-07-13]. （原始内容存档于2016-03-05）.
6. ↑  .   [2017-07-13]. （原始内容存档于2015-06-29）.
7. ↑  .   [2017-07-13]. （原始内容存档于2015-06-29）.
8. ↑  .   [2017-07-13]. （原始内容存档于2015-06-29）.
9. ↑  .   [2017-07-13]. （原始内容存档于2015-06-29）.
10. ↑  .   [2017-07-13]. （原始内容存档于2016-03-05）.
11. ↑  .   [2017-07-13]. （原始内容存档于2016-03-05）.
12. ↑  .   [2017-07-13]. （原始内容存档于2016-03-05）.
13. ↑  .   [2017-07-13]. （原始内容存档于2016-03-05）.
14. ↑  .   [2017-07-13]. （原始内容存档于2016-03-05）.
15. ↑  .   [2017-07-13]. （原始内容存档于2016-03-05）.
16. ↑  .   [2017-07-13]. （原始内容存档于2015-06-29）.
17. ↑  .   [2017-07-13]. （原始内容存档于2015-06-29）.
18. ↑  .   [2017-07-13]. （原始内容存档于2015-06-29）.
19. ↑  .   [2017-07-13]. （原始内容存档于2016-03-05）.
20. ↑  .   [2017-07-13]. （原始内容存档于2016-06-02）.
21. ↑  .   [2017-07-13]. （原始内容存档于2015-06-29）.
22. ↑  .   [2017-07-13]. （原始内容存档于2016-03-05）.
23. ↑  .   [2017-07-13]. （原始内容存档于2015-06-29）.
24. ↑  .   [2017-07-13]. （原始内容存档于2016-03-05）.
25. ↑  .   [2017-07-13]. （原始内容存档于2016-03-05）.
26. ↑  .   [2017-07-13]. （原始内容存档于2016-03-05）.
27. ↑  .   [2017-07-13]. （原始内容存档于2015-06-29）.
28. ↑  .   [2017-07-13]. （原始内容存档于2015-06-29）.
29. ↑  .   [2017-07-13]. （原始内容存档于2015-06-29）.
30. ↑  .   [2017-07-13]. （原始内容存档于2016-03-05）.
31. ↑  .   [2017-07-13]. （原始内容存档于2016-03-05）.
32. ↑  .   [2017-07-13]. （原始内容存档于2015-06-29）.
33. ↑  .   [2017-07-13]. （原始内容存档于2016-03-05）.
34. ↑  .   [2017-07-13]. （原始内容存档于2016-03-05）.
35. ↑  .   [2017-07-13]. （原始内容存档于2016-03-05）.
36. ↑  .   [2017-07-13]. （原始内容存档于2016-03-05）.
37. ↑  .   [2017-04-25]. （原始内容存档于2013-08-15）.
38. ↑  .   [2017-04-25]. （原始内容存档于2013-02-03）.
39. ↑  .   [2017-04-25]. （原始内容存档于2013-02-03）.
40. ↑  .   [2017-04-25]. （原始内容存档于2013-02-03）.
41. ↑  .   [2017-04-25]. （原始内容存档于2013-02-03）.
42. ↑  .   [2017-04-25]. （原始内容存档于2016-03-04）.
43. ↑  平成10年PDF
44. ↑  平成11年PDF
45. ↑  .   [2017-04-25]. （原始内容存档于2016-03-04）.
46. ↑  .   [2017-04-25]. （原始内容存档于2016-03-04）.
47. ↑  .   [2017-04-25]. （原始内容存档于2017-07-29）.
48. ↑  .   [2017-04-25]. （原始内容存档于2017-07-29）.
49. ↑  .   [2017-04-25]. （原始内容存档于2017-07-29）.
50. ↑  .   [2017-04-25]. （原始内容存档于2017-07-29）.
51. ↑  .   [2017-04-25]. （原始内容存档于2017-07-29）.
52. ↑  .   [2017-04-25]. （原始内容存档于2017-07-29）.
53. ↑  .   [2017-04-25]. （原始内容存档于2017-07-29）.
54. ↑  .   [2017-04-25]. （原始内容存档于2016-03-26）.
55. ↑  .   [2017-04-25]. （原始内容存档于2016-03-27）.
56. ↑  .   [2017-04-25]. （原始内容存档于2016-03-25）.
57. ↑  .   [2017-04-25]. （原始内容存档于2016-03-27）.
58. ↑  .   [2017-04-25]. （原始内容存档于2016-03-22）.
59. ↑  .   [2017-04-25]. （原始内容存档于2017-07-30）.
60. ↑  .   [2017-07-13]. （原始内容存档于2018-11-09）.
61. ↑  .   [2018-10-24]. （原始内容存档于2019-05-02）.

## 外部連結
- 町屋｜電車與車站資訊｜京成電鐵
- 町屋/C17 | 路線・車站資訊 | 東京地下鐵
- 町屋站前停留場 （页面存档备份，存于） - 東京都交通局